# Емпедрадо (Чилі)
Емпедрадо (ісп. Empedrado) — селище в Чилі. Адміністративний центр однойменної комуни. Населення — 2499 осіб (2002). Селище і комуна входить до складу провінції Талька і регіону Мауле.
Територія — 565 км². Ччисельність населення — 4 142 мешканці (2017). Щільність населення — 7,33 чол./км².

## Розташування
Містечко розташоване за 59 км на південний захід від адміністративного центру області міста Талька.
Комуна межує:
- на півночі — з комуною Конститусьйон;
- на сході — з комуною Сан-Хав'єр-де-Ланкомілья;
- на півдні — з комуною Каукенес;
- на південному заході — з комуною Чанко.